# 게이지 대칭 (수학)
수학에서 라그랑지안 계는 일반적으로 게이지 대칭성을 가지지만, 그 대칭이 자명한 경우도 있다. 이론 물리학에서 매개변수 함수에 따른 게이지 대칭의 개념은 현대 장론의 초석을 이루고 있다.
라그랑지안 {\displaystyle L}의 게이지 대칭은 어떤 선형 다발 {\displaystyle E}에서 정의되는 미분 연산자에 해당한다. 그리고 {\displaystyle L}의 대칭들이 이루는 선형 공간에서 값을 가진다. 따라서 {\displaystyle L}의 게이지 대칭은 {\displaystyle E}의 단면의 편미분들이고 단면에 따라 다르다. 예를 들어, 고전장론의 게이지 대칭의 경우를 보면, 양–밀스 게이지 이론과 게이지 중력 이론은 게이지 대칭을 가진 고전장론의 예이다.
게이지 대칭에는 다음과 같은 두 가지 특징이 있다.
1. 라그랑지안의 게이지 대칭은 라그랑지안의 대칭이므로 뇌터의 첫 번째 정리를 만족하지만, 해당 보존류 {\displaystyle J^{\mu }}는 특별한 초포텐셜 형태{\displaystyle J^{\mu }=W^{\mu }+d_{\nu }U^{\nu \mu }}를 취한다. 여기서 첫 번째 항 {\displaystyle W^{\mu }}은 오일러-라그랑주 방정식의 해에서 사라지고 두 번째는 경계 항이다. 여기서 {\displaystyle U^{\nu \mu }}를 초포텐셜이라고 한다.[4]
2. 뇌터의 두 번째 정리에 따라 라그랑지안의 게이지 대칭과 오일러-라그랑주 연산자가 만족하는 뇌터 항등식 사이에는 일대일 대응이 있다. 결과적으로 게이지 대칭은 라그랑지안 계의 축퇴를 특징으로 한다.[5]

양자장론에서 생성 함수는 게이지 변환에 대해서 불변이 아님에 주목하라. 이 때 게이지 대칭은 유령에 따라 변하면서 장과 유령 모두에 작용하는 BRST 대칭으로 대체된다.

## 같이 보기
- 게이지 이론 (수학)
- 라그랑주 계
- 뇌터 항등식
- 게이지 이론
- 양-밀스 이론
- 게이지 변환군
- 게이지 중력 이론

## 참고 문헌
- Daniel, M., Viallet, C., The geometric setting of gauge symmetries of the Yang–Mils type, Rev. Mod. Phys. 52 (1980) 175.
- Eguchi, T., Gilkey, P., Hanson, A., Gravitation, gauge theories and differential geometry, Phys. Rep. 66 (1980) 213.
- Gotay, M., Marsden, J.,  Stress-energy-momentum tensors and the Belinfante–Rosenfeld formula,  Contemp. Math. 132 (1992) 367.
- Marathe, K., Martucci, G., The Mathematical Foundation of Gauge Theories (North Holland, 1992)  ISBN 0-444-89708-9.
- Fatibene, L., Ferraris, M., Francaviglia, M., Noether formalism for conserved quantities in classical gauge field theories, J. Math. Phys. 35 (1994) 1644.
- Gomis, J., Paris, J., Samuel, S., Antibracket, antifields and gauge theory quantization, Phys. Rep. 295 (1995) 1; arXiv: hep-th/9412228.
- Giachetta, G. (2008), Mangiarotti, L., Sardanashvily, G., On the notion of gauge symmetries of generic Lagrangian field theory,  J. Math. Phys. 50 (2009) 012903; arXiv: 0807.3003.
- Giachetta, G. (2009), Mangiarotti, L., Sardanashvily, G., Advanced Classical Field Theory (World Scientific, 2009) ISBN 978-981-2838-95-7.
- Montesinos, Merced; Gonzalez, Diego; Celada, Mariano; Diaz, Bogar (2017). “Reformulation of the symmetries of first-order general relativity”. 《Classical and Quantum Gravity》 34 (20): 205002. arXiv:1704.04248. Bibcode:2017CQGra..34t5002M. doi:10.1088/1361-6382/aa89f3. S2CID 119268222.
- Montesinos, Merced; Gonzalez, Diego; Celada, Mariano (2018). “The gauge symmetries of first-order general relativity with matter fields”. 《Classical and Quantum Gravity》 35 (20): 205005. arXiv:1809.10729. Bibcode:2018CQGra..35t5005M. doi:10.1088/1361-6382/aae10d. S2CID 53531742.